# Monterrubio de Armuña
Monterrubio de Armuña é um município da Espanha na comarca de La Armuña, província de Salamanca, comunidade autónoma de Castela e Leão. Tem 10,97 km² de área e em 2021 tinha 1 319 habitantes (densidade: 120,2 hab./km²).

## Demografia
| Variação demográfica do município entre 1991 e 2004[carece de fontes?] | Variação demográfica do município entre 1991 e 2004[carece de fontes?] | Variação demográfica do município entre 1991 e 2004[carece de fontes?] | Variação demográfica do município entre 1991 e 2004[carece de fontes?] |
| ---------------------------------------------------------------------- | ---------------------------------------------------------------------- | ---------------------------------------------------------------------- | ---------------------------------------------------------------------- |
| 1991                                                                   | 1996                                                                   | 2001                                                                   | 2004                                                                   |
| 125                                                                    | 339                                                                    | 630                                                                    | 656                                                                    |